# Pandemia de COVID-19 nos Países Baixos
Foi constatado que a pandemia de COVID-19 se espalhou nos Países Baixos no dia 27 de fevereiro de 2020, quando o primeiro caso foi confirmado em Tilburgo. Nele estava envolvido um holandês de 56 anos que chegava nos Países Baixos da Itália. Existem 1135 casos confirmados nos Países Baixos e 20 pacientes infectados morreram. A primeira morte ocorreu no dia 6 de março quando um paciente de 86 anos morreu em Roterdã.
Em março de 2020, o governo da Holanda adotou como estratégia  promover "imunidade coletiva" para a Covid-19; mais pessoas seriam contaminadas com a doença com objetivo de ficarem imunizadas. No entanto, governo anunciou fechamento de escolas, cafés, restaurantes e bordéis. O primeiro ministro Mark Rutte, acredita que muitos holandeses serão infectados com o vírus e quanto mais pessoas estiverem imunes, menor a probabilidade que o contágio se dissemine entre pessoas vulneráveis e idosos.
Em 5 de maio de 2020, a polícia holandesa deteve na estação central de Haia dezenas de manifestantes que protestavam contra as medidas oficiais para travar os contágios pelo novo coronavírus, exigindo o fim do confinamento parcial aplicado desde meados de março.
Em 12 de julho de 2021, o primeiro-ministro holandês, Mark Rutte, admitiu que o governo cometeu um erro ao relaxar algumas restrições e pediu desculpa, numa altura em que o país sofria um aumento de casos de covid-19. O governo tinha autorizado a reabertura de discotecas, mas devido à rápida disseminação da variante contagiosa Delta, especialmente entre os jovens, decidiu recuar.